# Мухаметзянова, Фарида Шамилевна
Фарида Шамилевна Мухаметзянова (тат. Фәридә Шамил кызы Мөхәммәтҗанова; род. 1 августа 1965, Казань, Татарская АССР, РСФСР, СССР) — доктор педагогических наук, профессор. Член-корреспондент Российской академии образования (2012). Главный редактор «Казанского педагогического журнала».

## Биография
Окончила исторический факультет (1987), затем факультет психологии Казанского государственного университета
Там же, в Казанском государственном университете, окончила аспирантуру.
В 1995 году защитила кандидатскую диссертацию на тему «Педагогические условия формирования психологической культуры учителя».
Докторскую диссертацию написала на тему «Региональная система подготовки специалиста социальной сферы» и защитила ее в 2002 году.
Трудовой путь начала в 1987 году в должности лектора в Казанском филиале центрального музея В. И. Ленина.
С 1994 г. работала в должности ассистента кафедры гуманитарного образования Казанского химико-технологического института.
В 1996 году была назначена директором по образованию в Республиканском центре дистанционного и целевого обучения.
С 1997 года занимается проблемой подготовки специалистов для социальной сферы.
В 2006—2012 годах работала директором Казанского государственного профессионально-педагогического колледжа.
С 2012 г. — директор ФГБНУ «Институт проблем национальной и малокомплектной школы Российской академии образования»
С 2012 года работает директором Федерального государственного образовательного учреждения высшего профессионального образования «Институт проблем национальных и малокомплектных школ Российской академии образования».
Директор Института педагогики и психологии профессионального образования РАН
Председатель диссертационного совета при ИППО РАН.
Автор 10 монографий, 25 учебно-методических работ, ею написано более 100 научных трудов .

## Награды
- Премия Правительства Российской Федерации в области образования (2007) — за цикл трудов «Психологическое обеспечение базового профессионального образования» для образовательных учреждений начального профессионального и среднего профессионального образования[3].
- Нагрудный знак Республики Татарстан «За заслуги в образовании» (2014)